# 苏拉诺
苏拉诺（義大利語：Surano），是意大利莱切省的一个市镇。总面积8.85平方公里，人口1723人，人口密度194.7人/平方公里（2009年）。ISTAT代码为075082。